# Berner Fachhochschule, Departement Technik und Informatik
Das Departement Technik und Informatik der Berner Fachhochschule (BFH-TI) mit Standorten in Bern, Biel/Bienne und Burgdorf ist eines der sieben Departemente der Berner Fachhochschule (BFH).

## Geschichte
Das Departement Technik und Informatik der Berner Fachhochschule geht aus dem Zusammenschluss der technischen Studiengänge der drei Ingenieurschulen Biel, Burgdorf und Bern hervor.

### Westschweizer Technikum in Biel
Am 1. August 1873 wurde in Biel/Bienne eine Institution als Vorläufer des späteren Westschweizer Technikums eröffnet, die als "Uhrmacherschule" bekannt war und nur spezialisierte Kurse in der Uhrmacherkunst anbot.
Am 1. Mai 1890 wurde in Biel/Bienne das Westschweizer Technikum mit den Abteilungen Architektur, Elektrotechnik, Uhrenmacherschule, Kunstgewerbeschule und Mechanik eröffnet. Unterrichtssprachen waren deutsch und französisch. Dieses Technikum wurde bis 1892 ausschliesslich von der Stadt Biel und ab diesem Zeitpunkt durch den Kanton Bern und die Stadt Biel gemeinsam finanziert. Erst 1910 übernahm der Kanton Bern die Trägerschaft.
Im Jahr 1979 hat die damals Ingenieurschule Biel genannte Hochschule schon 650 Studierende und bekommt vom Kanton 21,5 Millionen Franken für einen Erweiterungsbau zum bestehenden Schulhaus mit zusätzlichen Laboren für den praktischen Unterricht. Im Herbst 1980 eröffnet die Ingenieurschule in Biel die erste Informatikabteilung in der Schweiz.
Zwischen 1987 und 1996 beteiligte sich die Ingenieurschule Biel erfolgreich an der World Solar Challenge. Das "Spirit of Biel/Bienne II" genannte Fahrzeug siegte im Rennen von 1990, die Nachfolgemodelle erreichten 1993 und 1996 den zweiten Rang. Bei der ersten Teilnahme 1987 schaute der dritte Rang raus. Auch in späteren Jahren setzten Teams auf in Biel entwickelte Technologie, so das niederländische "Nuon Solar Team", das den Wettbewerb zwischen 2001 und 2007 viermal nacheinander gewann.

### Kantonales Technikum in Burgdorf

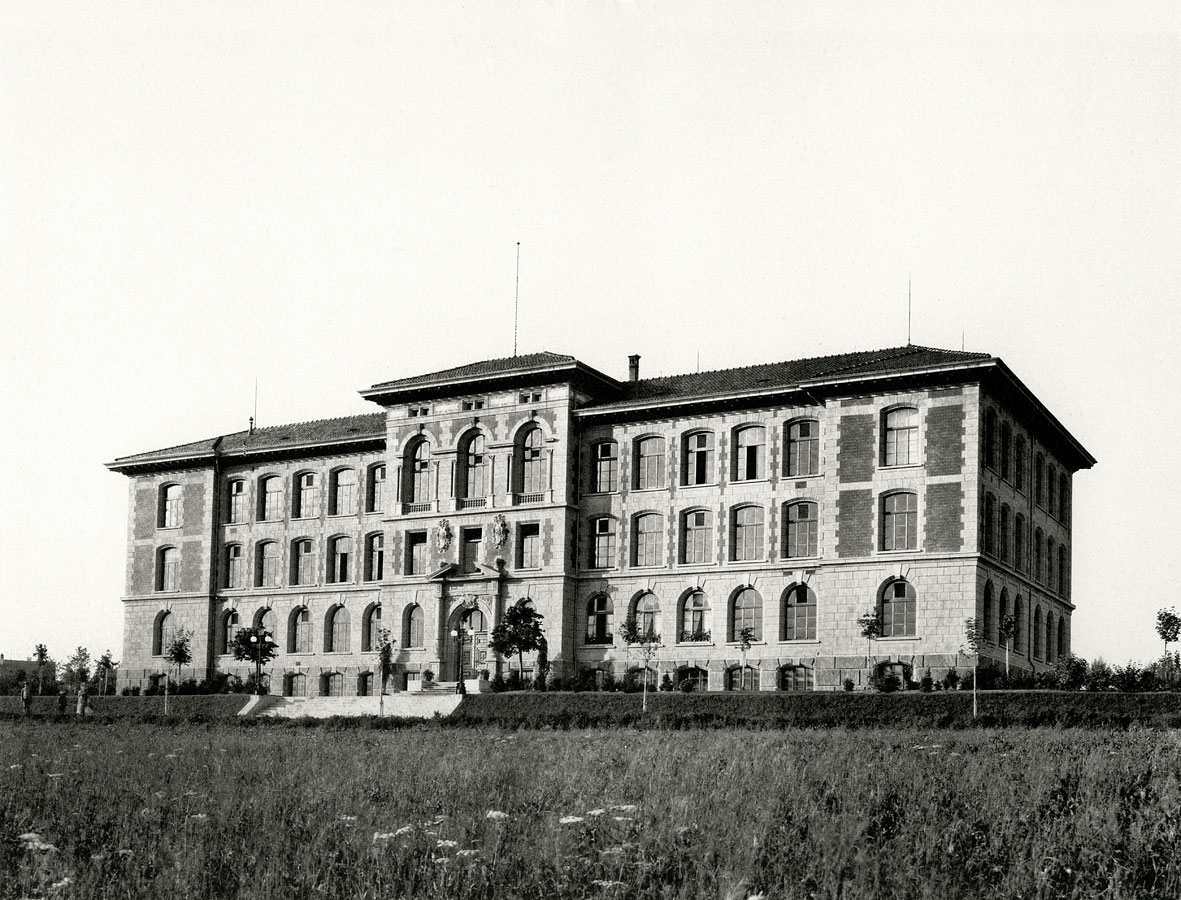
Hauptgebäude kantonales Technikum Burgdorf, 1894 erstellt von Dorer & Füchslin

Im Jahre 1890 wurde vom Berner Stimmvolk ein entsprechendes Gesetz zur Einrichtung einer kantonalen technischen Schule angenommen. Bei der Standortbewerbung im März 1891 traten Bern, Biel/Bienne und Burgdorf an. Burgdorf stach Bern und Biel bei dieser Wahl aus. Darauf startete im Jahr 1892 am kantonalen Technikum Burgdorf der erste Studiengang mit 18 Studierenden in einer baugewerblichen, einer mechanisch-technischen (inklusive Elektrotechnik) und einer chemisch-technologischen Abteilung. Fünf Jahre nach der Gründung kam eine Abteilung für Tiefbau dazu.

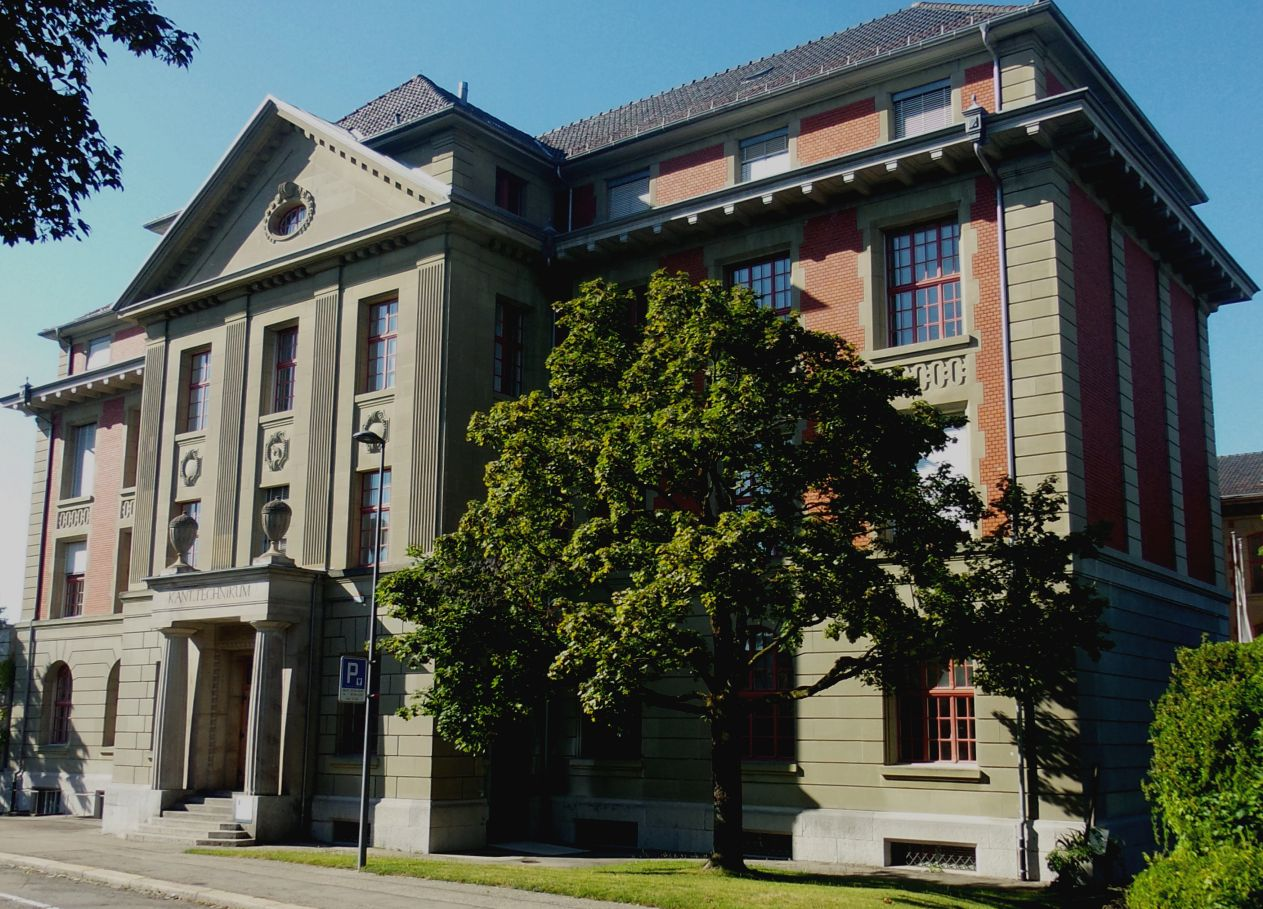
Nebengebäude des kantonalen Technikums Burgdorf, erstellt 1911 vom Architekt Brändli, Hauptlehrer an der Abteilung Hochbau

Im Jahr 1977 entscheidet der Grosse Rat des Kantons Bern auch das Technikum Burgdorf neu als Ingenieurschule Burgdorf zu bezeichnen, um dieses besser von den neu geschaffenen Technikerschulen unterscheiden zu können. Mit einigen Jahren Verspätung kann im Jahr 1993 das für 27,8 Millionen Franken neu gebaute Gebäude mit Laboren und Unterrichtsräumen für die Elektrotechnik im Tiergarten eingeweiht werden. Auf dem Dach dieses Gebäude wird mit 60 kWp die grösste Photovoltaik Versuchsanlage an einer technischen Schule in Europa installiert.

### Abendtechnikum Bern
Im Mai 1959 wird von Vertretern der Industrie und Verwaltung die Gesellschaft für technische Ausbildung gegründet, mit dem Ziel auch in Bern ein Abendtechnikum anzubieten. Schon im Oktober 1959 beginnen die Studiengänge Maschinentechnik, Elektrotechnik und Bautechnik mit dem Unterricht.
Im Herbst 1963 konnten die ersten 80 Absolventen Diplomiert werden.
Das eidgenössische Volkswirtschaftsdepartement erlässt 1968 Minimalvorschriften, denen eine Höhere Technische Lehranstalt (HTL) genügen muss. Das Abendtechnikum Bern erfüllt diese Anforderungen und kann somit ab 1969 den Titel als Techniker oder Architekt HTL vergeben. Die Ausbildung dauert in der Regel 9 Semester und als Studienbedingung wird keine Aufnahmeprüfung gefordert, sondern das erste Semester wird mit einer Promotionsprüfung abgeschlossen. In diesem ersten Semester verlassen 30 bis 50 % der Studierenden das Studium freiwillig oder auf Grund von ungenügenden Leistungen. Das Abendtechnikum Bern (ATB) übernimmt im Jahr 1974 offiziell von der Stadt Bern sein neues Schulgebäude im Wankdorf.
An der Generalversammlung vom Mai 1978 beschliesst die Gesellschaft für technische Ausbildung das Abendtechnikum neu als Ingenieurschule Bern (ISBE) zu bezeichnen. In der Folge erhalten die erfolgreichen Absolventen den Titel als Ingenieur HTL, kurz Dipl. Ing. HTL oder Architekt HTL.
Ab dem Jahr 1978 wird auch eine Weiterbildung in technischer Informatik als Software-Schule Schweiz (SWS) angeboten.

### Zusammenschluss zur Berner Fachhochschule
In einem ersten Schritt werden im Jahr 1997 die bestehenden Ingenieurschulen als Hochschulen für Technik und Architektur (HTA) unter dem Dach der Berner Fachhochschule (BFH) weitergeführt. Die BFH hat somit eine HTA Bern, HTA Biel und HTA Burgdorf als Teilschulen. Die HTA Bern bleibt vorerst eine privatrechtliche Schule mit der Gesellschaft für technische Ausbildung als Träger. Neu wird von allen Teilschulen der Titel als Ingenieur FH oder Architekt FH vergeben.

### Departement Technik und Informatik
Erst mit dem neuen kantonalen Fachhochschulgesetz von 2003 wird der BFH eine neue Struktur mit Departementen vorgegeben. Um dies Umzusetzen wird auch die HTA Bern vom Kanton Bern übernommen. Dabei werden die einzelnen Studiengänge den Vorgaben von Bologna angepasst. Als Eintrittsleistung ersetzt die technische Berufsmaturität die individuellen Aufnahmeprüfungen der Tagesschule und auch das Abendtechnikum muss sein Probesemester durch die Berufsmaturität ersetzen. Die Vollzeitstudien werden von den bestehenden 200 ECTS auf die von Bologna geforderten 180 ECTS und 6 Semester gekürzt. Die Semesterstruktur der berufsbegleitenden Studien muss den universitären Semester angepasst werden, bleibt aber bei einer Studiendauer von 9 Semester mit je 20 ECTS.
Gleiche Studiengänge werden im Departement Technik und Informatik (TI) unter eine Abteilungsleitung gesetzt und wenn möglich an einen Ort konzentriert. Die Studiengänge für Maschinentechnik von Bern und Biel werden mit Burgdorf zusammengelegt. Die Studiengänge der Mikrotechnik (hervorgegangen aus der Uhrenmacherschule) und Automobiltechnik in Biel bleiben erhalten. Der über hundert Jahre alte Studiengang der Chemie in Burgdorf erreicht nicht mehr die kritische Grösse und wird geschlossen. Die Elektrotechnik von Bern wird in Burgdorf integriert und mit der Elektrotechnik von Biel in einer Abteilung organisiert. Die berufsbegleitenden Informatikstudien bleiben mit der Software-Schule Schweiz in Bern, werden aber mit der Informatik von Biel in einer gemeinsamen Abteilung organisiert.
Gleichzeitig werden die Studiengänge der Architektur (Hochbau) und der Bauingenieure (Tiefbau) der drei HTA in Burgdorf konzentriert und bilden zusammen mit der Hochschule für Holzwirtschaft in Biel das Departement Architektur, Holz und Bau der Berner Fachhochschule.

### Campus Biel/Bienne
Die Berner Fachhochschule will die Anzahl ihrer Standorte reduzieren. Das Departement Technik und Informatik soll an einem Standort konzentriert werden. Nach der Vorlage von verschiedenen Angeboten von Bern, Burgdorf und Biel entscheidet sich die Fachhochschulleitung für einen Campus Biel/Bienne für die beiden Departemente TI und AHB. Im Jahr 2014 wird ein Architekturwettbewerb für den Campus Biel/Bienne durchgeführt, woraus das Projekt "Trèfle" (zu deutsch Klee) der pool Architekten aus Zürich als Sieger hervorgeht und in den Folgejahren zum Bauprojekt ausgearbeitet wurde. Im Juni 2017 genehmigte der Grosse Rat des Kantons Bern den notwendigen Ausführungskredit von 233,5 Millionen Franken.
Im September 2019 wurde die Ausschreibung abgebrochen, da kein Totalunternehmer (TU) gefunden werden konnte, der zu diesem Preis dieses Projekt realisieren wollte. Zusätzlich haben sich Eigentümer von abzureissenden Liegenschaften erfolgreich gegen eine Enteignung gewehrt. Erst 2022 konnte eine Einigung gefunden werden und seit Sommer 2023 ist der Kanton Bern nun Eigentümer der notwendigen Liegenschaften für den Campus Biel/Bienne.
Gleichzeitig ist das Bauprojekt überarbeitet worden und der Grosse Rat hat im Juni 2023 einen Zusatzkredit von 94,7 Millionen Franken bewilligt. Einem Baubeginn im Frühling 2024 steht nun nichts mehr im Weg.

## Studiengänge

### Bachelor
Die folgenden BSc Abschlüsse werden angeboten :
- Bachelor of Science in Automobil- und Fahrzeugtechnik
- Bachelor od Science in Data Engineering
- Bachelor of Science in Elektrotechnik und Informationstechnologie
- Bachelor of Science in Informatik
- Bachelor of Science in Maschinentechnik
- Bachelor of Science in Medizininformatik
- Bachelor of Science in Mechatronik und Systemtechnik (Medizintechnik | Robotik), vormals Mikro- & Medizintechnik
- Bachelor of Science in Wirtschaftsingenieurwesen

### Master
Die folgenden MSc Abschlüsse werden angeboten:
- Master of Science in Biomedical Engineering
- Master of Science in Precision Engineering
- Master of Science in Engineering, Profil Business Engineering
- Master of Science in Engineering, Profil Computer Science
- Master of Science in Engineering, Profil Data Science
- Master of Science in Engineering, Profil Electrical Engineering
- Master of Science in Engineering, Profil Energy and Environment
- Master of Science in Engineering, Profil Information and Cyber Security
- Master of Science in Engineering, Profil Mechanical Engineering
- Master of Science in Engineering, Profil Mechatronics and Automation
- Master of Science in Engineering, Profil Medical Engineering
- Master of Science in Engineering, Profil Photonics and Laser Engineering

## Institute
Die folgenden Forschungsbereiche sind am Departement Technik und Informatik angesiedelt:
- Zentrum Energiespeicherung
- Zentrum Health Technologies

- Institut für Drucktechnologie IDT
- Institut für Energie- und Mobilitätsforschung IEM
- Institut für Intelligente Industrielle Systeme I3S
- Institut für Medizininformatik I4MI
- Institute for Applied Laser, Photonics and Surface Technologies ALPS
- Institute for Data Applications and Security IDAS
- Institute for Human Centered Engineering HuCE
- Institut für Rehabilitation und Leistungstechnologie IRPT
- Institut für Optimierung und Datenanalyse IODA
- Institute for Cybersecurity and Engineering ICE